# Volverás
Volverás és una pel·lícula espanyola de 2002, dirigida per Antonio Chavarrías i protagonitzada per Tristán Ulloa, Unax Ugalde, Elizabeth Cervantes i la debutant Joana Rañé. Basada en la novel·la Un enano español se suicida en Las Vegas, de Francisco Casavella, es va filmar cronològicament en Barcelona i càmera en mà per a no coartar el treball dels actors. La banda sonora va ser composta per Javier Navarrete.

## Argument
Fa més de sis anys que Ignacio (Unax Ugalde) no veu Carlos (Tristán Ulloa), el seu germà, però una nit es troben casualment. Carlos té seriosos problemes, és jugador, deu molts diners i la seva xicota Marta (Elizabeth Cervantes) l'ha fet fora de casa. Encara que a Carlos sembla que res no l'importa, Ignacio s'ofereix a ajudar-lo. No obstant això només falten cinc dies perquè marxi a Los Angeles (Estats Units) a acabar la seva carrera d'arquitectura, temps al llarg del qual Ignacio anirà endinsant-se en el món sense límits i ple de riscos i desafiaments de Carlos.

## Repartiment
- Tristán Ulloa... Carlos
- Unax Ugalde...	Ignacio
- Elizabeth Cervantes	... Marta
- Joana Rañé... Claudia
- Margarida Minguillón... Mare
- Hermann Bonnín... Pare

## Premis
Va estar nominada als premis Goya de 2002, en la categoria de «Millor guió adaptat». Va guanyar quatre premis al Festival Internacional de Cinema de Mar del Plata (millor director, millor pel·lícula, premi Signis i menció especial). Va obtenir un Premi Ariel al millor guió adaptat i a la millor fotografia.